# 1982-es labdarúgó-világbajnokság-selejtező (UEFA – 4. csoport)
Az 1982-es labdarúgó-világbajnokság európai 4. selejtezőcsoportjának mérkőzéseit, és a csoport végeredményét tartalmazó lapja. A csoportban körmérkőzéses, oda-visszavágós rendszerben játszottak egymással a labdarúgó-válogatottak. A selejtezőket 1980. szeptember 10. és 1981. november 18. között rendezték. Az első két helyezett automatikus résztvevője lett az 1982-es labdarúgó-világbajnokságnak.
A csoportban Anglia, Magyarország, Norvégia, Románia és Svájc szerepelt.
Magyarország és Anglia jutott ki az 1982-es világbajnokságra.

## Tabella
| Hely. | Csapat       | M | Gy | D | V | G+ | G– | Gk | P  | Továbbjutás                          |     | Magyarország | Anglia | Románia | Svájc | Norvégia |
| ----- | ------------ | - | -- | - | - | -- | -- | -- | -- | ------------------------------------ | --- | ------------ | ------ | ------- | ----- | -------- |
| 1.    | Magyarország | 8 | 4  | 2 | 2 | 13 | 8  | +5 | 10 | Kijutott az 1982-es világbajnokságra |     | —            | 1–3    | 1–0     | 3–0   | 4–1      |
| 2.    | Anglia       | 8 | 4  | 1 | 3 | 13 | 8  | +5 | 9  | Kijutott az 1982-es világbajnokságra |     | 1–0          | —      | 0–0     | 2–1   | 4–0      |
| 3.    | Románia      | 8 | 2  | 4 | 2 | 5  | 5  | 0  | 8  |                                      |     | 0–0          | 2–1    | —       | 1–2   | 1–0      |
| 4.    | Svájc        | 8 | 2  | 3 | 3 | 9  | 12 | −3 | 7  |                                      | 2–2 | 2–1          | 0–0    | —       | 1–2   |          |
| 5.    | Norvégia     | 8 | 2  | 2 | 4 | 8  | 15 | −7 | 6  |                                      | 1–2 | 2–1          | 1–1    | 1–1     | —     |          |

## Mérkőzések
| 1980. szeptember 10. |

| Anglia                                 | 4 – 0       | Norvégia |
| -------------------------------------- | ----------- | -------- |
| McDermott 37' Woodcock 69' Mariner 85' | Jegyzőkönyv |          |

| Wembley Stadion, London Nézőszám: 48,246 Játékvezető: Marcel van Langenhove (belga) |

| 1980. szeptember 24. |

| Norvégia    | 1 – 1       | Románia        |
| ----------- | ----------- | -------------- |
| Hareide 23' | Jegyzőkönyv | Iordănescu 10' |

| Ullevaal Stadion, Oslo Nézőszám: 22,350 Játékvezető: Siegfried Kirschen (keletnémet) |

| 1980. október 15. |

| Románia                                | 2 – 1       | Anglia       |
| -------------------------------------- | ----------- | ------------ |
| Răducanu 35' Iordănescu 75' (11-esből) | Jegyzőkönyv | Woodcock 64' |

| Augsztus 23. Stadion, Bukarest Nézőszám: 75,000 Játékvezető: Ulf Eriksson (svéd) |

| 1980. október 29. |

| Svájc        | 1 – 2       | Norvégia                |
| ------------ | ----------- | ----------------------- |
| Barberis 49' | Jegyzőkönyv | Hareide 5' Mathisen 79' |

| Wankdorf, Bern Nézőszám: 14,000 Játékvezető: Dušan Krchňák (csehszlovák) |

| 1980. november 19. |

| Anglia                         | 2 – 1       | Svájc       |
| ------------------------------ | ----------- | ----------- |
| Tanner 23' (öngól) Mariner 31' | Jegyzőkönyv | Pfister 76' |

| Wembley, London Nézőszám: 70,000 Játékvezető: Jan Keizer (holland) |

| 1981. április 28. |

| Svájc      | 2 – 2       | Magyarország                        |
| ---------- | ----------- | ----------------------------------- |
| Sulser 32' | Jegyzőkönyv | Bálint 45' Müller S. 65' (11-esből) |

| Allmend Stadion, Luzern Nézőszám: 17,000 Játékvezető: Ian Foote (skót) |

| 1981. április 29. |

| Anglia | 0 – 0       | Románia |
| ------ | ----------- | ------- |
|        | Jegyzőkönyv |         |

| Wembley Stadion, London Nézőszám: 62,500 Játékvezető: Heinz Aldinger (nyugatnémet) |

| 1981. május 13. |

| Magyarország | 1 – 0       | Románia |
| ------------ | ----------- | ------- |
| Fazekas 18'  | Jegyzőkönyv |         |

| Népstadion Nézőszám: 68,000 Játékvezető: Alexis Ponnet (belga) |

| 1981. május 20. |

| Norvégia     | 1 – 2       | Magyarország    |
| ------------ | ----------- | --------------- |
| Thoresen 57' | Jegyzőkönyv | L. Kiss 78' 79' |

| Ullevaal Stadion, Oslo Nézőszám: 23,000 Játékvezető: Malcolm Moffatt (északír) |

| 1981. május 30. |

| Svájc                     | 2 – 1       | Anglia        |
| ------------------------- | ----------- | ------------- |
| Scheiwiler 29' Sulser 31' | Jegyzőkönyv | McDermott 55' |

| St. Jakob stadion, Bázel Nézőszám: 38,000 Játékvezető: Adolf Prokop (keletnémet) |

| 1981. június 3. |

| Románia      | 1 – 0       | Norvégia |
| ------------ | ----------- | -------- |
| Ţicleanu 67' | Jegyzőkönyv |          |

| Augsztus 23. Stadion, Bukarest Nézőszám: 55,000 Játékvezető: Erkan Göksel (török) |

| 1981. június 6. |

| Magyarország | 1 – 3       | Anglia                             |
| ------------ | ----------- | ---------------------------------- |
| Garaba 44'   | Jegyzőkönyv | Brooking 19' Keegan 73' (11-esből) |

| Népstadion, Budapest Nézőszám: 62,000 Játékvezető: Paolo Casarin (olasz) |

| 1981. június 17. |

| Norvégia     | 1 – 1       | Svájc        |
| ------------ | ----------- | ------------ |
| Davidsen 88' | Jegyzőkönyv | Barberis 62' |

| Ullevaal Stadion, Oslo Nézőszám: 18,022 Játékvezető: Eduard Sklovszkij (szovjet) |

| 1981. szeptember 9. |

| Norvégia              | 2 – 1       | Anglia     |
| --------------------- | ----------- | ---------- |
| Lund 35' Thoresen 41' | Jegyzőkönyv | Robson 15' |

| Ullevaal Stadion, Oslo Nézőszám: 23,500 Játékvezető: Jerzy Kacprzak (lengyel) |

| 1981. szeptember 23. |

| Románia | 0 – 0       | Magyarország |
| ------- | ----------- | ------------ |
|         | Jegyzőkönyv |              |

| Augsztus 23. Stadion, Bukarest Nézőszám: 70,000 Játékvezető: Erich Linemayr (osztrák) |

| 1981. október 10. |

| Románia    | 1 – 2       | Svájc               |
| ---------- | ----------- | ------------------- |
| Balaci 56' | Jegyzőkönyv | Zappa 68' Lüthi 75' |

| Augsztus 23. Stadion, Bukarest Nézőszám: 55,000 Játékvezető: Enzo Barbaresco (olasz) |

| 1981. október 14. |

| Magyarország                | 3 – 0       | Svájc |
| --------------------------- | ----------- | ----- |
| Nyilasi 23' 50' Fazekas 59' | Jegyzőkönyv |       |

| Népstadion, Budapest Nézőszám: 62,000 Játékvezető: Talat Tokat (török) |

| 1981. október 31. |

| Magyarország                           | 4 – 1       | Norvégia |
| -------------------------------------- | ----------- | -------- |
| Bálint 12' L. Kiss 60' 85' Fazekas 79' | Jegyzőkönyv | Lund 35' |

| Népstadion, Budapest Nézőszám: 68,000 Játékvezető: Edvard Šoštarić (jugoszláv) |

| 1981. november 11. |

| Svájc | 0 – 0       | Románia |
| ----- | ----------- | ------- |
|       | Jegyzőkönyv |         |

| Wankdorf, Bern Nézőszám: 27,112 Játékvezető: Cesar Correia (portugál) |

| 1981. november 18. |

| Anglia      | 1 – 0       | Magyarország |
| ----------- | ----------- | ------------ |
| Mariner 16' | Jegyzőkönyv |              |

| Wembley Stadion, London Nézőszám: 82,000 Játékvezető: Georges Konrath (francia) |

## Góllövőlista
|  |  |